# Гораціо Болтон
Гораціо Болтон (англ. Horatio Bolton; 2 червня 1793, Голлеслі, Суффолк — 15 серпня 1873, Торп-Гамлет, Норфолк) — англійський шаховий композитор.
Перший представив у задачі зиґзаґоподібний марш білого ферзя по «сходах» вниз і вверх («Гвинт Архімеда», англ. The Propeller, 1850). Віддавав перевагу багатоходівкам. Твори публікували, зокрема в «The Chess Player's Chronicle».

## Задача
|   | a | b | c | d | e | f | g | h |   |
| 8 | a8 чорний король · b8 чорний слон · c8 чорний слон · g8 чорний ферзь · f7 чорний пішак · h7 чорна тура · a6 чорний пішак · b6 чорний пішак · d6 білий кінь · g6 чорний кінь · h6 білий пішак · c5 білий пішак · e5 білий кінь · b4 білий пішак · a3 білий ферзь · h3 білий пішак · g2 чорний пішак · h2 білий король | a8 чорний король · b8 чорний слон · c8 чорний слон · g8 чорний ферзь · f7 чорний пішак · h7 чорна тура · a6 чорний пішак · b6 чорний пішак · d6 білий кінь · g6 чорний кінь · h6 білий пішак · c5 білий пішак · e5 білий кінь · b4 білий пішак · a3 білий ферзь · h3 білий пішак · g2 чорний пішак · h2 білий король | a8 чорний король · b8 чорний слон · c8 чорний слон · g8 чорний ферзь · f7 чорний пішак · h7 чорна тура · a6 чорний пішак · b6 чорний пішак · d6 білий кінь · g6 чорний кінь · h6 білий пішак · c5 білий пішак · e5 білий кінь · b4 білий пішак · a3 білий ферзь · h3 білий пішак · g2 чорний пішак · h2 білий король | a8 чорний король · b8 чорний слон · c8 чорний слон · g8 чорний ферзь · f7 чорний пішак · h7 чорна тура · a6 чорний пішак · b6 чорний пішак · d6 білий кінь · g6 чорний кінь · h6 білий пішак · c5 білий пішак · e5 білий кінь · b4 білий пішак · a3 білий ферзь · h3 білий пішак · g2 чорний пішак · h2 білий король | a8 чорний король · b8 чорний слон · c8 чорний слон · g8 чорний ферзь · f7 чорний пішак · h7 чорна тура · a6 чорний пішак · b6 чорний пішак · d6 білий кінь · g6 чорний кінь · h6 білий пішак · c5 білий пішак · e5 білий кінь · b4 білий пішак · a3 білий ферзь · h3 білий пішак · g2 чорний пішак · h2 білий король | a8 чорний король · b8 чорний слон · c8 чорний слон · g8 чорний ферзь · f7 чорний пішак · h7 чорна тура · a6 чорний пішак · b6 чорний пішак · d6 білий кінь · g6 чорний кінь · h6 білий пішак · c5 білий пішак · e5 білий кінь · b4 білий пішак · a3 білий ферзь · h3 білий пішак · g2 чорний пішак · h2 білий король | a8 чорний король · b8 чорний слон · c8 чорний слон · g8 чорний ферзь · f7 чорний пішак · h7 чорна тура · a6 чорний пішак · b6 чорний пішак · d6 білий кінь · g6 чорний кінь · h6 білий пішак · c5 білий пішак · e5 білий кінь · b4 білий пішак · a3 білий ферзь · h3 білий пішак · g2 чорний пішак · h2 білий король | a8 чорний король · b8 чорний слон · c8 чорний слон · g8 чорний ферзь · f7 чорний пішак · h7 чорна тура · a6 чорний пішак · b6 чорний пішак · d6 білий кінь · g6 чорний кінь · h6 білий пішак · c5 білий пішак · e5 білий кінь · b4 білий пішак · a3 білий ферзь · h3 білий пішак · g2 чорний пішак · h2 білий король | 8 |
| 7 | a8 чорний король · b8 чорний слон · c8 чорний слон · g8 чорний ферзь · f7 чорний пішак · h7 чорна тура · a6 чорний пішак · b6 чорний пішак · d6 білий кінь · g6 чорний кінь · h6 білий пішак · c5 білий пішак · e5 білий кінь · b4 білий пішак · a3 білий ферзь · h3 білий пішак · g2 чорний пішак · h2 білий король | a8 чорний король · b8 чорний слон · c8 чорний слон · g8 чорний ферзь · f7 чорний пішак · h7 чорна тура · a6 чорний пішак · b6 чорний пішак · d6 білий кінь · g6 чорний кінь · h6 білий пішак · c5 білий пішак · e5 білий кінь · b4 білий пішак · a3 білий ферзь · h3 білий пішак · g2 чорний пішак · h2 білий король | a8 чорний король · b8 чорний слон · c8 чорний слон · g8 чорний ферзь · f7 чорний пішак · h7 чорна тура · a6 чорний пішак · b6 чорний пішак · d6 білий кінь · g6 чорний кінь · h6 білий пішак · c5 білий пішак · e5 білий кінь · b4 білий пішак · a3 білий ферзь · h3 білий пішак · g2 чорний пішак · h2 білий король | a8 чорний король · b8 чорний слон · c8 чорний слон · g8 чорний ферзь · f7 чорний пішак · h7 чорна тура · a6 чорний пішак · b6 чорний пішак · d6 білий кінь · g6 чорний кінь · h6 білий пішак · c5 білий пішак · e5 білий кінь · b4 білий пішак · a3 білий ферзь · h3 білий пішак · g2 чорний пішак · h2 білий король | a8 чорний король · b8 чорний слон · c8 чорний слон · g8 чорний ферзь · f7 чорний пішак · h7 чорна тура · a6 чорний пішак · b6 чорний пішак · d6 білий кінь · g6 чорний кінь · h6 білий пішак · c5 білий пішак · e5 білий кінь · b4 білий пішак · a3 білий ферзь · h3 білий пішак · g2 чорний пішак · h2 білий король | a8 чорний король · b8 чорний слон · c8 чорний слон · g8 чорний ферзь · f7 чорний пішак · h7 чорна тура · a6 чорний пішак · b6 чорний пішак · d6 білий кінь · g6 чорний кінь · h6 білий пішак · c5 білий пішак · e5 білий кінь · b4 білий пішак · a3 білий ферзь · h3 білий пішак · g2 чорний пішак · h2 білий король | a8 чорний король · b8 чорний слон · c8 чорний слон · g8 чорний ферзь · f7 чорний пішак · h7 чорна тура · a6 чорний пішак · b6 чорний пішак · d6 білий кінь · g6 чорний кінь · h6 білий пішак · c5 білий пішак · e5 білий кінь · b4 білий пішак · a3 білий ферзь · h3 білий пішак · g2 чорний пішак · h2 білий король | a8 чорний король · b8 чорний слон · c8 чорний слон · g8 чорний ферзь · f7 чорний пішак · h7 чорна тура · a6 чорний пішак · b6 чорний пішак · d6 білий кінь · g6 чорний кінь · h6 білий пішак · c5 білий пішак · e5 білий кінь · b4 білий пішак · a3 білий ферзь · h3 білий пішак · g2 чорний пішак · h2 білий король | 7 |
| 6 | a8 чорний король · b8 чорний слон · c8 чорний слон · g8 чорний ферзь · f7 чорний пішак · h7 чорна тура · a6 чорний пішак · b6 чорний пішак · d6 білий кінь · g6 чорний кінь · h6 білий пішак · c5 білий пішак · e5 білий кінь · b4 білий пішак · a3 білий ферзь · h3 білий пішак · g2 чорний пішак · h2 білий король | a8 чорний король · b8 чорний слон · c8 чорний слон · g8 чорний ферзь · f7 чорний пішак · h7 чорна тура · a6 чорний пішак · b6 чорний пішак · d6 білий кінь · g6 чорний кінь · h6 білий пішак · c5 білий пішак · e5 білий кінь · b4 білий пішак · a3 білий ферзь · h3 білий пішак · g2 чорний пішак · h2 білий король | a8 чорний король · b8 чорний слон · c8 чорний слон · g8 чорний ферзь · f7 чорний пішак · h7 чорна тура · a6 чорний пішак · b6 чорний пішак · d6 білий кінь · g6 чорний кінь · h6 білий пішак · c5 білий пішак · e5 білий кінь · b4 білий пішак · a3 білий ферзь · h3 білий пішак · g2 чорний пішак · h2 білий король | a8 чорний король · b8 чорний слон · c8 чорний слон · g8 чорний ферзь · f7 чорний пішак · h7 чорна тура · a6 чорний пішак · b6 чорний пішак · d6 білий кінь · g6 чорний кінь · h6 білий пішак · c5 білий пішак · e5 білий кінь · b4 білий пішак · a3 білий ферзь · h3 білий пішак · g2 чорний пішак · h2 білий король | a8 чорний король · b8 чорний слон · c8 чорний слон · g8 чорний ферзь · f7 чорний пішак · h7 чорна тура · a6 чорний пішак · b6 чорний пішак · d6 білий кінь · g6 чорний кінь · h6 білий пішак · c5 білий пішак · e5 білий кінь · b4 білий пішак · a3 білий ферзь · h3 білий пішак · g2 чорний пішак · h2 білий король | a8 чорний король · b8 чорний слон · c8 чорний слон · g8 чорний ферзь · f7 чорний пішак · h7 чорна тура · a6 чорний пішак · b6 чорний пішак · d6 білий кінь · g6 чорний кінь · h6 білий пішак · c5 білий пішак · e5 білий кінь · b4 білий пішак · a3 білий ферзь · h3 білий пішак · g2 чорний пішак · h2 білий король | a8 чорний король · b8 чорний слон · c8 чорний слон · g8 чорний ферзь · f7 чорний пішак · h7 чорна тура · a6 чорний пішак · b6 чорний пішак · d6 білий кінь · g6 чорний кінь · h6 білий пішак · c5 білий пішак · e5 білий кінь · b4 білий пішак · a3 білий ферзь · h3 білий пішак · g2 чорний пішак · h2 білий король | a8 чорний король · b8 чорний слон · c8 чорний слон · g8 чорний ферзь · f7 чорний пішак · h7 чорна тура · a6 чорний пішак · b6 чорний пішак · d6 білий кінь · g6 чорний кінь · h6 білий пішак · c5 білий пішак · e5 білий кінь · b4 білий пішак · a3 білий ферзь · h3 білий пішак · g2 чорний пішак · h2 білий король | 6 |
| 5 | a8 чорний король · b8 чорний слон · c8 чорний слон · g8 чорний ферзь · f7 чорний пішак · h7 чорна тура · a6 чорний пішак · b6 чорний пішак · d6 білий кінь · g6 чорний кінь · h6 білий пішак · c5 білий пішак · e5 білий кінь · b4 білий пішак · a3 білий ферзь · h3 білий пішак · g2 чорний пішак · h2 білий король | a8 чорний король · b8 чорний слон · c8 чорний слон · g8 чорний ферзь · f7 чорний пішак · h7 чорна тура · a6 чорний пішак · b6 чорний пішак · d6 білий кінь · g6 чорний кінь · h6 білий пішак · c5 білий пішак · e5 білий кінь · b4 білий пішак · a3 білий ферзь · h3 білий пішак · g2 чорний пішак · h2 білий король | a8 чорний король · b8 чорний слон · c8 чорний слон · g8 чорний ферзь · f7 чорний пішак · h7 чорна тура · a6 чорний пішак · b6 чорний пішак · d6 білий кінь · g6 чорний кінь · h6 білий пішак · c5 білий пішак · e5 білий кінь · b4 білий пішак · a3 білий ферзь · h3 білий пішак · g2 чорний пішак · h2 білий король | a8 чорний король · b8 чорний слон · c8 чорний слон · g8 чорний ферзь · f7 чорний пішак · h7 чорна тура · a6 чорний пішак · b6 чорний пішак · d6 білий кінь · g6 чорний кінь · h6 білий пішак · c5 білий пішак · e5 білий кінь · b4 білий пішак · a3 білий ферзь · h3 білий пішак · g2 чорний пішак · h2 білий король | a8 чорний король · b8 чорний слон · c8 чорний слон · g8 чорний ферзь · f7 чорний пішак · h7 чорна тура · a6 чорний пішак · b6 чорний пішак · d6 білий кінь · g6 чорний кінь · h6 білий пішак · c5 білий пішак · e5 білий кінь · b4 білий пішак · a3 білий ферзь · h3 білий пішак · g2 чорний пішак · h2 білий король | a8 чорний король · b8 чорний слон · c8 чорний слон · g8 чорний ферзь · f7 чорний пішак · h7 чорна тура · a6 чорний пішак · b6 чорний пішак · d6 білий кінь · g6 чорний кінь · h6 білий пішак · c5 білий пішак · e5 білий кінь · b4 білий пішак · a3 білий ферзь · h3 білий пішак · g2 чорний пішак · h2 білий король | a8 чорний король · b8 чорний слон · c8 чорний слон · g8 чорний ферзь · f7 чорний пішак · h7 чорна тура · a6 чорний пішак · b6 чорний пішак · d6 білий кінь · g6 чорний кінь · h6 білий пішак · c5 білий пішак · e5 білий кінь · b4 білий пішак · a3 білий ферзь · h3 білий пішак · g2 чорний пішак · h2 білий король | a8 чорний король · b8 чорний слон · c8 чорний слон · g8 чорний ферзь · f7 чорний пішак · h7 чорна тура · a6 чорний пішак · b6 чорний пішак · d6 білий кінь · g6 чорний кінь · h6 білий пішак · c5 білий пішак · e5 білий кінь · b4 білий пішак · a3 білий ферзь · h3 білий пішак · g2 чорний пішак · h2 білий король | 5 |
| 4 | a8 чорний король · b8 чорний слон · c8 чорний слон · g8 чорний ферзь · f7 чорний пішак · h7 чорна тура · a6 чорний пішак · b6 чорний пішак · d6 білий кінь · g6 чорний кінь · h6 білий пішак · c5 білий пішак · e5 білий кінь · b4 білий пішак · a3 білий ферзь · h3 білий пішак · g2 чорний пішак · h2 білий король | a8 чорний король · b8 чорний слон · c8 чорний слон · g8 чорний ферзь · f7 чорний пішак · h7 чорна тура · a6 чорний пішак · b6 чорний пішак · d6 білий кінь · g6 чорний кінь · h6 білий пішак · c5 білий пішак · e5 білий кінь · b4 білий пішак · a3 білий ферзь · h3 білий пішак · g2 чорний пішак · h2 білий король | a8 чорний король · b8 чорний слон · c8 чорний слон · g8 чорний ферзь · f7 чорний пішак · h7 чорна тура · a6 чорний пішак · b6 чорний пішак · d6 білий кінь · g6 чорний кінь · h6 білий пішак · c5 білий пішак · e5 білий кінь · b4 білий пішак · a3 білий ферзь · h3 білий пішак · g2 чорний пішак · h2 білий король | a8 чорний король · b8 чорний слон · c8 чорний слон · g8 чорний ферзь · f7 чорний пішак · h7 чорна тура · a6 чорний пішак · b6 чорний пішак · d6 білий кінь · g6 чорний кінь · h6 білий пішак · c5 білий пішак · e5 білий кінь · b4 білий пішак · a3 білий ферзь · h3 білий пішак · g2 чорний пішак · h2 білий король | a8 чорний король · b8 чорний слон · c8 чорний слон · g8 чорний ферзь · f7 чорний пішак · h7 чорна тура · a6 чорний пішак · b6 чорний пішак · d6 білий кінь · g6 чорний кінь · h6 білий пішак · c5 білий пішак · e5 білий кінь · b4 білий пішак · a3 білий ферзь · h3 білий пішак · g2 чорний пішак · h2 білий король | a8 чорний король · b8 чорний слон · c8 чорний слон · g8 чорний ферзь · f7 чорний пішак · h7 чорна тура · a6 чорний пішак · b6 чорний пішак · d6 білий кінь · g6 чорний кінь · h6 білий пішак · c5 білий пішак · e5 білий кінь · b4 білий пішак · a3 білий ферзь · h3 білий пішак · g2 чорний пішак · h2 білий король | a8 чорний король · b8 чорний слон · c8 чорний слон · g8 чорний ферзь · f7 чорний пішак · h7 чорна тура · a6 чорний пішак · b6 чорний пішак · d6 білий кінь · g6 чорний кінь · h6 білий пішак · c5 білий пішак · e5 білий кінь · b4 білий пішак · a3 білий ферзь · h3 білий пішак · g2 чорний пішак · h2 білий король | a8 чорний король · b8 чорний слон · c8 чорний слон · g8 чорний ферзь · f7 чорний пішак · h7 чорна тура · a6 чорний пішак · b6 чорний пішак · d6 білий кінь · g6 чорний кінь · h6 білий пішак · c5 білий пішак · e5 білий кінь · b4 білий пішак · a3 білий ферзь · h3 білий пішак · g2 чорний пішак · h2 білий король | 4 |
| 3 | a8 чорний король · b8 чорний слон · c8 чорний слон · g8 чорний ферзь · f7 чорний пішак · h7 чорна тура · a6 чорний пішак · b6 чорний пішак · d6 білий кінь · g6 чорний кінь · h6 білий пішак · c5 білий пішак · e5 білий кінь · b4 білий пішак · a3 білий ферзь · h3 білий пішак · g2 чорний пішак · h2 білий король | a8 чорний король · b8 чорний слон · c8 чорний слон · g8 чорний ферзь · f7 чорний пішак · h7 чорна тура · a6 чорний пішак · b6 чорний пішак · d6 білий кінь · g6 чорний кінь · h6 білий пішак · c5 білий пішак · e5 білий кінь · b4 білий пішак · a3 білий ферзь · h3 білий пішак · g2 чорний пішак · h2 білий король | a8 чорний король · b8 чорний слон · c8 чорний слон · g8 чорний ферзь · f7 чорний пішак · h7 чорна тура · a6 чорний пішак · b6 чорний пішак · d6 білий кінь · g6 чорний кінь · h6 білий пішак · c5 білий пішак · e5 білий кінь · b4 білий пішак · a3 білий ферзь · h3 білий пішак · g2 чорний пішак · h2 білий король | a8 чорний король · b8 чорний слон · c8 чорний слон · g8 чорний ферзь · f7 чорний пішак · h7 чорна тура · a6 чорний пішак · b6 чорний пішак · d6 білий кінь · g6 чорний кінь · h6 білий пішак · c5 білий пішак · e5 білий кінь · b4 білий пішак · a3 білий ферзь · h3 білий пішак · g2 чорний пішак · h2 білий король | a8 чорний король · b8 чорний слон · c8 чорний слон · g8 чорний ферзь · f7 чорний пішак · h7 чорна тура · a6 чорний пішак · b6 чорний пішак · d6 білий кінь · g6 чорний кінь · h6 білий пішак · c5 білий пішак · e5 білий кінь · b4 білий пішак · a3 білий ферзь · h3 білий пішак · g2 чорний пішак · h2 білий король | a8 чорний король · b8 чорний слон · c8 чорний слон · g8 чорний ферзь · f7 чорний пішак · h7 чорна тура · a6 чорний пішак · b6 чорний пішак · d6 білий кінь · g6 чорний кінь · h6 білий пішак · c5 білий пішак · e5 білий кінь · b4 білий пішак · a3 білий ферзь · h3 білий пішак · g2 чорний пішак · h2 білий король | a8 чорний король · b8 чорний слон · c8 чорний слон · g8 чорний ферзь · f7 чорний пішак · h7 чорна тура · a6 чорний пішак · b6 чорний пішак · d6 білий кінь · g6 чорний кінь · h6 білий пішак · c5 білий пішак · e5 білий кінь · b4 білий пішак · a3 білий ферзь · h3 білий пішак · g2 чорний пішак · h2 білий король | a8 чорний король · b8 чорний слон · c8 чорний слон · g8 чорний ферзь · f7 чорний пішак · h7 чорна тура · a6 чорний пішак · b6 чорний пішак · d6 білий кінь · g6 чорний кінь · h6 білий пішак · c5 білий пішак · e5 білий кінь · b4 білий пішак · a3 білий ферзь · h3 білий пішак · g2 чорний пішак · h2 білий король | 3 |
| 2 | a8 чорний король · b8 чорний слон · c8 чорний слон · g8 чорний ферзь · f7 чорний пішак · h7 чорна тура · a6 чорний пішак · b6 чорний пішак · d6 білий кінь · g6 чорний кінь · h6 білий пішак · c5 білий пішак · e5 білий кінь · b4 білий пішак · a3 білий ферзь · h3 білий пішак · g2 чорний пішак · h2 білий король | a8 чорний король · b8 чорний слон · c8 чорний слон · g8 чорний ферзь · f7 чорний пішак · h7 чорна тура · a6 чорний пішак · b6 чорний пішак · d6 білий кінь · g6 чорний кінь · h6 білий пішак · c5 білий пішак · e5 білий кінь · b4 білий пішак · a3 білий ферзь · h3 білий пішак · g2 чорний пішак · h2 білий король | a8 чорний король · b8 чорний слон · c8 чорний слон · g8 чорний ферзь · f7 чорний пішак · h7 чорна тура · a6 чорний пішак · b6 чорний пішак · d6 білий кінь · g6 чорний кінь · h6 білий пішак · c5 білий пішак · e5 білий кінь · b4 білий пішак · a3 білий ферзь · h3 білий пішак · g2 чорний пішак · h2 білий король | a8 чорний король · b8 чорний слон · c8 чорний слон · g8 чорний ферзь · f7 чорний пішак · h7 чорна тура · a6 чорний пішак · b6 чорний пішак · d6 білий кінь · g6 чорний кінь · h6 білий пішак · c5 білий пішак · e5 білий кінь · b4 білий пішак · a3 білий ферзь · h3 білий пішак · g2 чорний пішак · h2 білий король | a8 чорний король · b8 чорний слон · c8 чорний слон · g8 чорний ферзь · f7 чорний пішак · h7 чорна тура · a6 чорний пішак · b6 чорний пішак · d6 білий кінь · g6 чорний кінь · h6 білий пішак · c5 білий пішак · e5 білий кінь · b4 білий пішак · a3 білий ферзь · h3 білий пішак · g2 чорний пішак · h2 білий король | a8 чорний король · b8 чорний слон · c8 чорний слон · g8 чорний ферзь · f7 чорний пішак · h7 чорна тура · a6 чорний пішак · b6 чорний пішак · d6 білий кінь · g6 чорний кінь · h6 білий пішак · c5 білий пішак · e5 білий кінь · b4 білий пішак · a3 білий ферзь · h3 білий пішак · g2 чорний пішак · h2 білий король | a8 чорний король · b8 чорний слон · c8 чорний слон · g8 чорний ферзь · f7 чорний пішак · h7 чорна тура · a6 чорний пішак · b6 чорний пішак · d6 білий кінь · g6 чорний кінь · h6 білий пішак · c5 білий пішак · e5 білий кінь · b4 білий пішак · a3 білий ферзь · h3 білий пішак · g2 чорний пішак · h2 білий король | a8 чорний король · b8 чорний слон · c8 чорний слон · g8 чорний ферзь · f7 чорний пішак · h7 чорна тура · a6 чорний пішак · b6 чорний пішак · d6 білий кінь · g6 чорний кінь · h6 білий пішак · c5 білий пішак · e5 білий кінь · b4 білий пішак · a3 білий ферзь · h3 білий пішак · g2 чорний пішак · h2 білий король | 2 |
| 1 | a8 чорний король · b8 чорний слон · c8 чорний слон · g8 чорний ферзь · f7 чорний пішак · h7 чорна тура · a6 чорний пішак · b6 чорний пішак · d6 білий кінь · g6 чорний кінь · h6 білий пішак · c5 білий пішак · e5 білий кінь · b4 білий пішак · a3 білий ферзь · h3 білий пішак · g2 чорний пішак · h2 білий король | a8 чорний король · b8 чорний слон · c8 чорний слон · g8 чорний ферзь · f7 чорний пішак · h7 чорна тура · a6 чорний пішак · b6 чорний пішак · d6 білий кінь · g6 чорний кінь · h6 білий пішак · c5 білий пішак · e5 білий кінь · b4 білий пішак · a3 білий ферзь · h3 білий пішак · g2 чорний пішак · h2 білий король | a8 чорний король · b8 чорний слон · c8 чорний слон · g8 чорний ферзь · f7 чорний пішак · h7 чорна тура · a6 чорний пішак · b6 чорний пішак · d6 білий кінь · g6 чорний кінь · h6 білий пішак · c5 білий пішак · e5 білий кінь · b4 білий пішак · a3 білий ферзь · h3 білий пішак · g2 чорний пішак · h2 білий король | a8 чорний король · b8 чорний слон · c8 чорний слон · g8 чорний ферзь · f7 чорний пішак · h7 чорна тура · a6 чорний пішак · b6 чорний пішак · d6 білий кінь · g6 чорний кінь · h6 білий пішак · c5 білий пішак · e5 білий кінь · b4 білий пішак · a3 білий ферзь · h3 білий пішак · g2 чорний пішак · h2 білий король | a8 чорний король · b8 чорний слон · c8 чорний слон · g8 чорний ферзь · f7 чорний пішак · h7 чорна тура · a6 чорний пішак · b6 чорний пішак · d6 білий кінь · g6 чорний кінь · h6 білий пішак · c5 білий пішак · e5 білий кінь · b4 білий пішак · a3 білий ферзь · h3 білий пішак · g2 чорний пішак · h2 білий король | a8 чорний король · b8 чорний слон · c8 чорний слон · g8 чорний ферзь · f7 чорний пішак · h7 чорна тура · a6 чорний пішак · b6 чорний пішак · d6 білий кінь · g6 чорний кінь · h6 білий пішак · c5 білий пішак · e5 білий кінь · b4 білий пішак · a3 білий ферзь · h3 білий пішак · g2 чорний пішак · h2 білий король | a8 чорний король · b8 чорний слон · c8 чорний слон · g8 чорний ферзь · f7 чорний пішак · h7 чорна тура · a6 чорний пішак · b6 чорний пішак · d6 білий кінь · g6 чорний кінь · h6 білий пішак · c5 білий пішак · e5 білий кінь · b4 білий пішак · a3 білий ферзь · h3 білий пішак · g2 чорний пішак · h2 білий король | a8 чорний король · b8 чорний слон · c8 чорний слон · g8 чорний ферзь · f7 чорний пішак · h7 чорна тура · a6 чорний пішак · b6 чорний пішак · d6 білий кінь · g6 чорний кінь · h6 білий пішак · c5 білий пішак · e5 білий кінь · b4 білий пішак · a3 білий ферзь · h3 білий пішак · g2 чорний пішак · h2 білий король | 1 |
|   | a | b | c | d | e | f | g | h |   |

1.Фf3+ Крa7 2.Кc6+ Крa8 3.Кd8+ Кра7 4.cb+ Кр: b6 5.Фc6+ Крa7 

6.Фc5+ (починає рух «сходами» вниз) 6…Крa8 7.Фd5+ Крa7 

8.Фd4+ Крa8 9.Фe4+ Крa7 10.Фe3+ Крa8 11.Фf3+ Крa7 12.Фf2+ Крa8 

13.Ф: g2+ Крa7 14.Фf2+ (а тепер нагору…) 14…Крa8 15.Фf3+ Крa7 

16.Фe3+ Крa8 17.Фe4+ Крa7 18.Фd4+ Крa8 19.Фd5+ Крa7 

20.Фc5+ Крa8 (марш завершений) 21.Ф: c8 f6 22.Ф: a6+ Сa7 (Тa7) 

23.Фc6+ Крb8 (Тb7) 24.Фc8× (Ф: b7×)